# Рязанов Олексій Костянтинович
Олексій Костянтинович Рязанов (27 лютого 1920 — 1 серпня 1992) — радянський військовий льотчик, двічі Герой Радянського Союзу (1943, 1945). Генерал-майор авіації.

## Біографія
Народився 27 лютого 1920 року в селі Большая Кочетовка (нині Токарьовської району Тамбовської області) у селянській родині. Закінчив 7 класів і школу ФЗУ. Працював слюсарем на заводі.
З 1939 року в Червоній Армії. Навесні 1941 року закінчив Борисоглібську військову авіаційну школу пілотів.
Брав участь у німецько-радянській війні з червня 1941 року. До жовтня 1941 року служив в 28-му винищувальному авіаційному полку, згодом по червень 1942 року — в 736-му ВАП, а вже потім аж по січень 1945 року — в 4-му винищувальному авіаційному полку. Пройшов шлях від рядового льотчика (1941–1942 роки) до заступника командира винищувального авіаційного полку (1944–1945 роки). Воював на Південно-Західному, Центральному, Брянському, Сталінградському, Південному, Північно-Кавказькому і 2-у Прибалтійському фронтах.
До травня 1943 року командир ескадрильї 4-го винищувального авіаційного полку (287-я винищувальна авіаційна дивізія, 4-а повітряна армія, Північно-Кавказький фронт) майор О. К. Рязанов здійснив 300 бойових вильотів, провів 67 повітряних боїв, збив особисто 16 літаків супротивника і 16 у складі групи.
24 серпня 1943 року за мужність і відвагу, проявлені в боях з ворогами, удостоєний звання Героя Радянського Союзу з врученням ордена Леніна і медалі «Золота Зірка» (№ 1143).
До лютого 1945 року, заступник командира того ж полку (185-я винищувальна авіаційна дивізія, 14-й винищувальний авіаційний корпус, 15-а повітряна армія, 2-й Прибалтійський фронт) майор О. К. Рязанов здійснив 509 бойових вильотів, провів 97 повітряних боїв, в яких збив 31 ворожий літак особисто і ще 16 — у групі з товаришами. Тричі був поранений. 18 серпня 1945 року нагороджений другою медаллю «Золота Зірка».
Після війни залишився на службі у ВПС. Закінчив Військову академію імені Фрунзе в 1950 році і Військову академію Генерального штабу в 1958 році. З 1959 року на командних посадах у військах, з 1962 року в штабі Військ ППО країни.
З серпня 1975 року генерал-майор авіації О. К. Рязанов у запасі. Жив у Москві. Помер 1 серпня 1992 року.

## Пам'ять
Бронзове погруддя О. М. Прохорова встановлено у поселені Токарьовка Тамбовської області.